# 佩德羅·德·巴爾迪維亞
佩德羅·德·巴爾迪維亞（西班牙語：Pedro de Valdivia；1497年4月17日—1553年12月25日）是西班牙征服者，同時也是第一任智利皇家總督。他在西班牙軍隊服役期間派駐在義大利和法蘭德斯，1534年時已經晉升至陸軍中尉的他被被派遣至南美地區，擔任人在秘魯的法蘭西斯克·皮薩羅其第二司令職務。1540年，他率領150名西班牙人遠征智利，在擊敗印第安人部隊後於隔年成立聖地亞哥-德智利，並且在1546年時將西班牙統治地區擴及至比奧比奧河南部。1546年至1548年期間開重新返回秘魯，1549年轉而擔任智利總督後開始征服智利南部地區，並在1550年成立康塞普西翁。他最後遭到反抗運動俘虜並且被馬普切人殺害，死後智利的城市瓦爾迪維亞便以他的名字命名。